# Józef Winnicki (powstaniec)
Józef Winnicki (ur. 1843, zm. w październiku 1936 w Gnieźnie) – powstaniec styczniowy.

## Życiorys
Urodził się w 1843. Brał udział w powstaniu styczniowym 1863.
Po odzyskaniu przez Polskę niepodległości (1918) w okresie II Rzeczypospolitej został awansowany do stopnia podporucznika weterana Wojska Polskiego. Został odznaczony Krzyżem Niepodległości z Mieczami i Krzyżem Walecznych.
Zmarł w październiku 1936 w Gnieźnie w wieku 93 lat. Został pochowany na cmentarzu św. Piotra i Pawła w Gnieźnie.